# Budavári sikló
A Budavári Sikló (korábban Budai Hegypálya vagy Budavári Gőzsikló) egy különleges vasút, Budapest I. kerületében a Budavári Palota megközelítésének egyik eszköze, Budapest Duna-parti látképének szerves részeként 1987 óta az UNESCO világörökség listáján is szerepel.

## Fekvése
A Clark Ádám téren, a Széchenyi lánchíd budai hídfőjénél, az Alagút Duna-parti torkolata közelében van az alsó állomása, a felső pedig a Szent György téren, a Budavári Palota és a Sándor-palota között helyezkedik el.

## Története

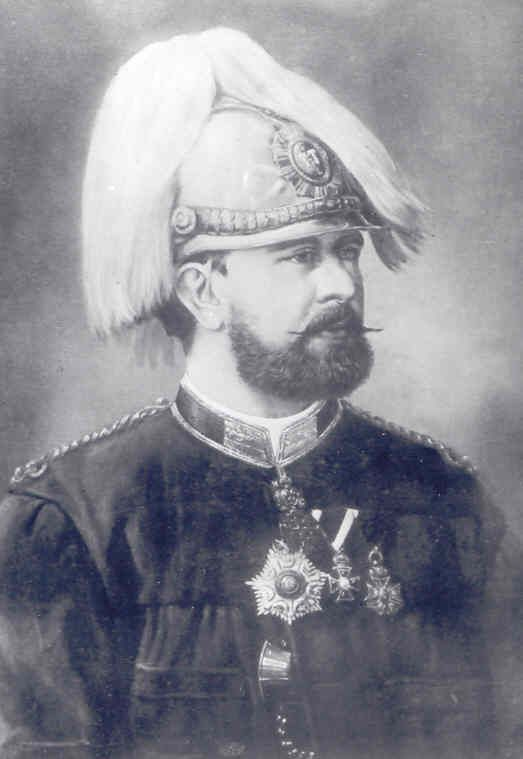
Széchenyi Ödön volt a Budavári Sikló és a Fogaskerekű vasút építésének egyik kezdeményezője, a Budapesti Hajósegylet, a Kereskedelmi és Iparegylet, a Budai Népszínház és még számos gazdasági és kulturális intézmény alapítója, részvényese vagy adományozója

Az eredetileg gőzüzemű Siklót Széchenyi Ödönnek, Széchenyi István gróf fiának a kezdeményezésére építették 1868 és 1870 között. Széchenyi Ödön a Lyonban látott példa nyomán tette meg javaslatát, hogy a Várhegy lejtőjére gőzhajtással működtetett kötélvontatású vasút épüljön. A terveket Wohlfahrt Henrik készítette. A drótkötél-rendszer alapján Vignol-féle síneken létesített pálya 30 foknyi lejtéssel épült 182 000 forint költségen. 1870. március 2-án avatták fel, második ilyen szerkezetként Európában. Hetvenöt éven át jól működött a különleges közlekedési eszköz, csodálatos panorámát kínálva a város pesti oldaláról. Nagy forgalmat bonyolított le: 1873-ban már 1,5 millió utast szállított. A várban csak 1928-ban indult meg az autóbusz-közlekedés, de addigra a turisták megkedvelték, így forgalma nem csökkent.
A második világháborúban súlyosan megrongálódott, a felső épületet és az ottani kocsit légibomba pusztította el, az alsó épület és a gőzgép épen maradt. A helyreállítás helyett a BSZKRT 1948–49-ben a Sikló romjait eltakarította, berendezéseit széthordatta, mivel a Budai Várnegyed közlekedését autóbuszokkal kívánta megoldani. Ez idő alatt több elképzelés is napvilágot látott: 1962-ben az újjáépítését vették tervbe, a következő évben mozgólépcsővel helyettesítették volna, majd 1965-ben ismét fel kívánták újítani, ami végül lekerült a napirendről. Ezt követően alakult meg az ún. „Sikló Bizottság”, melynek köszönhetően terv készült a helyreállításról, amit a kormány gazdasági bizottsága 1968-ban jóvá is hagyott. Ennek ellenére 1972-ig nem történt semmi, ekkor újabb terv készült, amit 6 év szünet követett. 1978-ban ismét készült egy terv, majd két év múlva még egy. Végül a felújítást egy „társadalmi munkában készült terv” alapján a BKV-ra bízták. 1975. április 2-tól 1985. január 31-ig Ikarus 211-es típusú autóbuszokkal pótolták, melyek a Clark Ádám tér és a Budavári Palota között jártak „V” jelzéssel.
A műemlékvédelmi felügyelőség 1983-ban hozott döntést a Takács Ákos és LÁszló Zoltán vezetése mellett zajló újjáépítésre. 1986. június 4-én nyitották meg ismét. Napjainkban az utaslétszám évente átlagosan 500 ezer és 1 millió közöttire tehető.
2009. március 16-án, 23 év működés után a Sikló első (Gellért) kocsiját elszállították a BKV Fehér úti telepére, ahol darabokra szedték, hogy teljesen felújítsák, pár hét múlva pedig a másik kocsi (Margit) is követte.[forrás?] A felújítási munkálatok körülbelül 6 hétig tartottak.
A soron következő felújítás 2021. szeptember 1-én kezdődött. Ekkor a Sikló két járművét ismét elszállították a felújításra és ezúttal kicserélték a sínszálakat is. A felújított kocsikat december 16-án szállították vissza, majd a Sikló üzeme 2022. február 8-tól indult.

## Technikai részletek
- A pálya hosszúsága: 95 méter. Az alsó és felső állomás közötti szintkülönbség: 50 méter.
- A Sikló két kocsija ingajelleggel van összekötve. Miközben az egyik kocsi felfelé indul, a másik lefelé szállít utasokat. A két jármű befogadóképessége: 24 utas.
- A jelenlegi szerkezet 3 m/s sebességűre lett kiépítve. Ezt a tempót 1988-ban az utasok kérésére a felére csökkentették.
- A Sikló is normál nyomtávolságú (1435 mm) vasúti jármű. A mai járművek alvázait régi BHÉV alkatrészekből építették; a csapágyfedelek feliratai is erről tanúskodnak.
- Az eredeti gőzüzemű gépház az alsó végállomáson állt. Az újjáépítés óta a szerkezetet egy elektromos motor működteti a felső végállomás alatti gépteremből.
- A két kocsi nevet és pályaszámot kapott: az Alagút felőli északi pályán a BS1 „Margit”, a déli oldalon a BS2 „Gellért” közlekedik.[5]
- A megnyitás óta naponta 8:00 és 22:00 között szállít utasokat. Minden páratlan hét hétfőjén karbantartást végeznek a szakemberek, de ilyenkor is a téli időszakban 15 órakor, forgalmasabb időben 9 óra környékén már igénybe vehető a közlekedési eszköz.
- A kéthetenként esedékes karbantartáson kívül tavasszal és ősszel általában 5-5 napra áll le a közlekedés, hogy az aktuális munkákat el tudják végezni.

## Képek

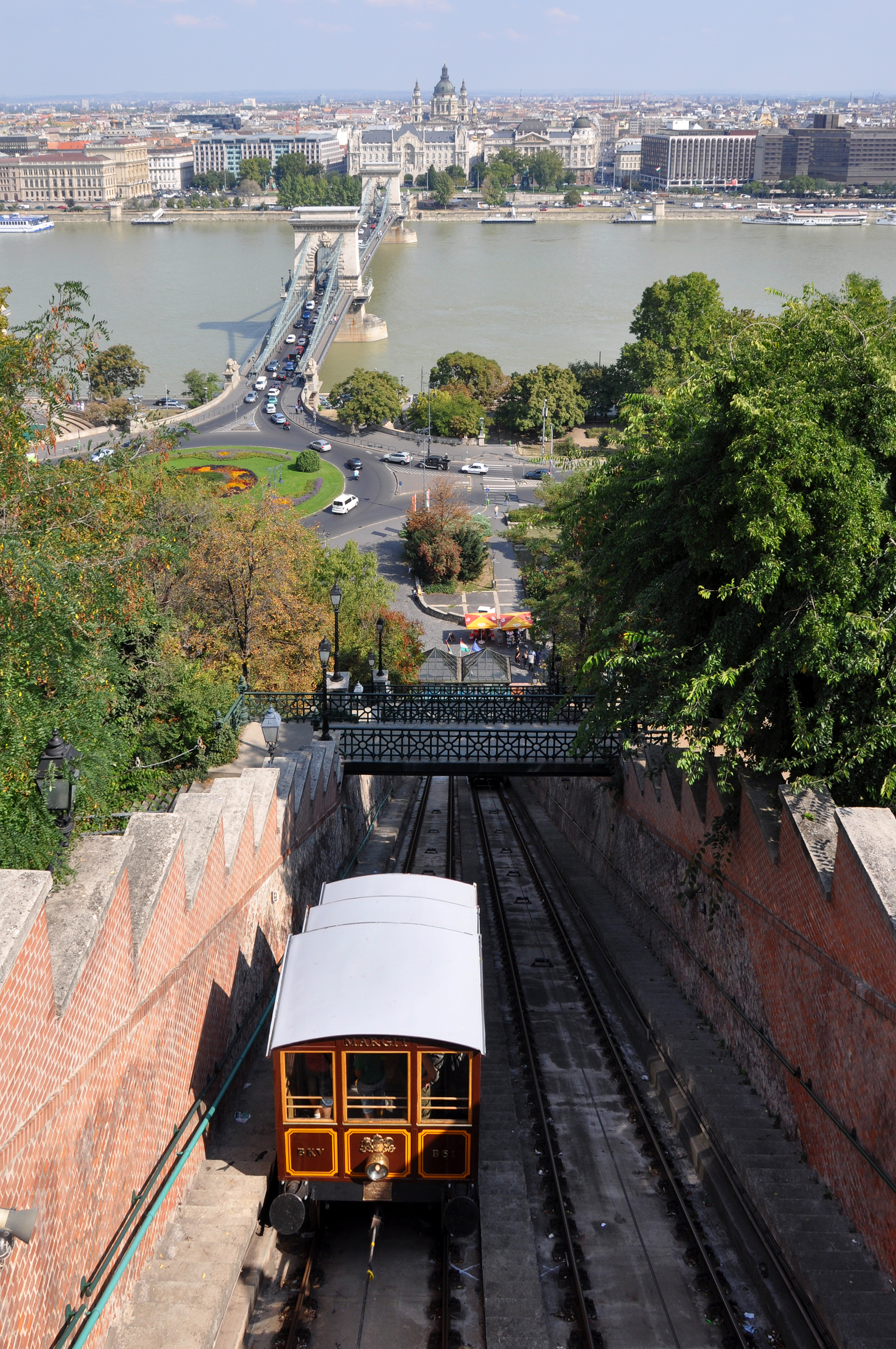
A BS1 „Margit” kocsi és a budapesti panoráma
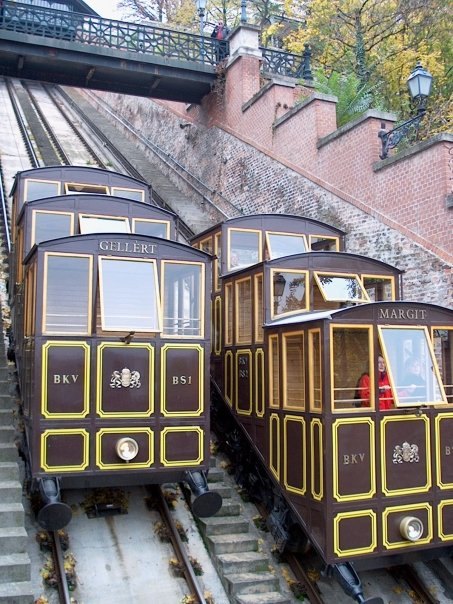
A kocsik